# Trinum
Trinum ist ein Ortsteil der gleichnamigen Ortschaft der Gemeinde Osternienburger Land im Landkreis Anhalt-Bitterfeld in Sachsen-Anhalt, (Deutschland).

## Geografie
Trinum liegt zwischen Bernburg (Saale) und der Kreisstadt Köthen (Anhalt) am Rande des Biosphärenreservates Mittlere Elbe.

## Geschichte

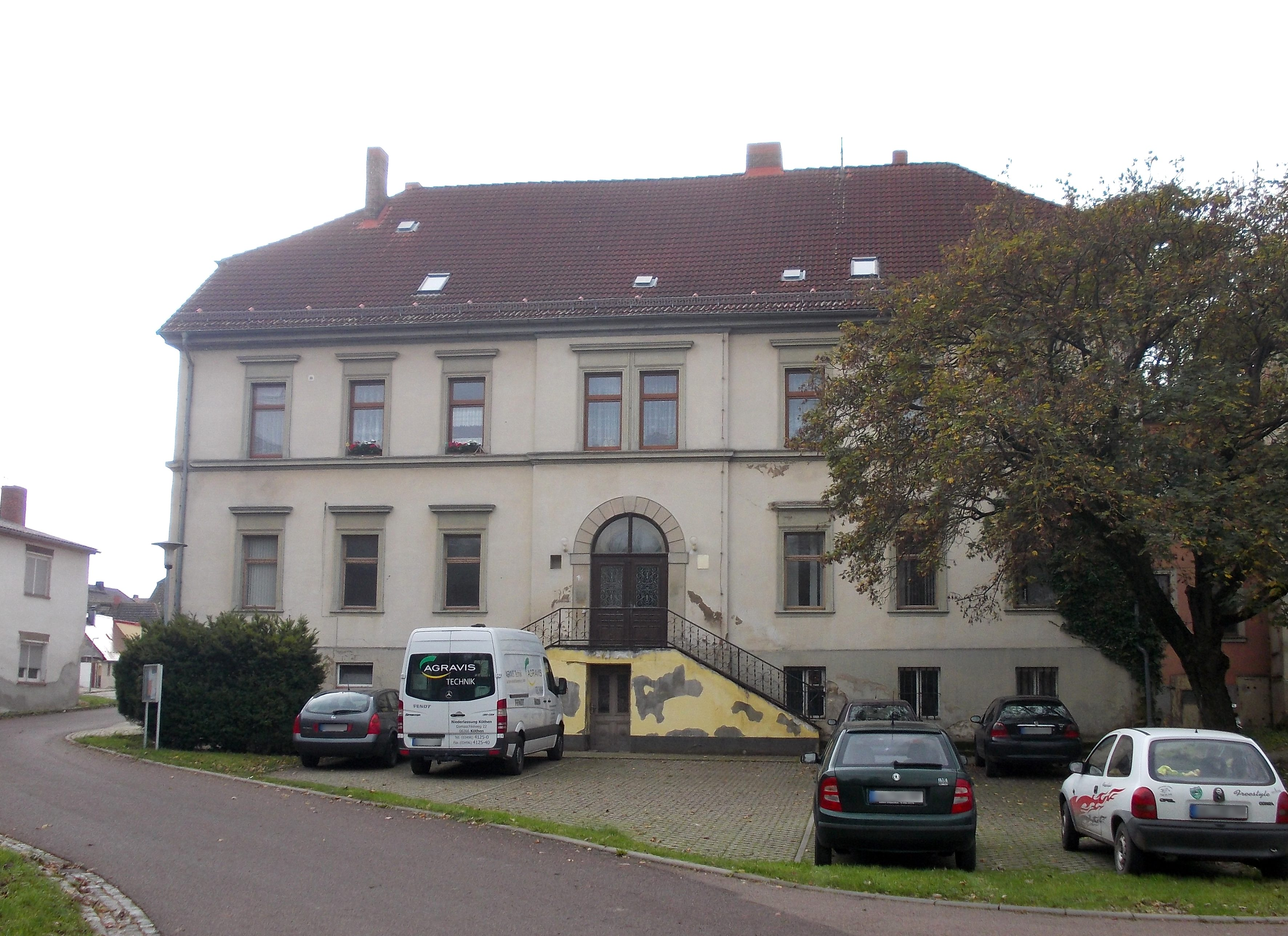
Gutshaus Trinum

Trinum wurde erstmals im Jahr 1296 urkundlich erwähnt und wurde gelegentlich auch Drinumb genannt. Im Ort befand sich ein Rittergut mit Schäferei, Brennerei, Brauerei und Windmühle, das der freiherrlichen Familie von Ende gehörte und im 19. Jahrhundert über mehrere Generationen von der Familie Sander gepachtet war. Um das Jahr 1830 zählte Trinum 23 Häuser mit 152 Einwohnern. Nach dem Gothaischen Hofkalendern gehörte das Gut Trinum zur Familienlinie Altjessnitz der Familie von Ende. Während Altjessnitz ein Familienfideikommiss war blieb Trinum ein Lehnsgut. Besonders erwähnenswert ist der Grundbesitzer Otto Freiherr von Ende  (1795–1856), verheiratet mit Charlotte Fitz-Gerald (1805–1853), Tochter des britischen Generals Sir John Fitz-Gerald. Freiherr von Ende-Altjessnitz war Ritter des Johanniterordens, sächsischer Kammerherr und Mitglied des Preußischen Herrenhauses. Letzter Gutsbesitzer war nach dem Genealogischen Handbuch des Adels der anhaltinische Kammerherr Hans-Adam Freiherr von Ende (1870–1952). Er wohnte mit seiner Frau zuletzt in Köthen, die Töchter bereits in Hessen und in Italien.
Am 1. Januar 2010 schlossen sich die bis dahin selbstständigen Gemeinden Trinum, Chörau, Diebzig, Dornbock, Drosa, Elsnigk, Großpaschleben, Kleinpaschleben, Libbesdorf, Micheln, Osternienburg, Reppichau, Zabitz und Wulfen zur Einheitsgemeinde Osternienburger Land zusammen. Gleichzeitig wurde die Verwaltungsgemeinschaft Osternienburg, zu der diese Gemeinden gehörten, aufgelöst.

## Politik

### Ortschaftsrat
Als Ortschaft der Einheitsgemeinde Osternienburger Land übernimmt ein so genannter Ortschaftsrat die Wahrnehmung der speziellen Interessen des Ortes innerhalb bzw. gegenüber den Gemeindegremien. Er wird aus fünf Mitgliedern gebildet.

### Bürgermeister
Der letzte Bürgermeister der Gemeinde Trinum war Wolfgang Kunze.
Als weiteres ortsgebundenes Organ fungiert der Ortsbürgermeister, dieses Amt wird zur Zeit von Matthias Tille wahrgenommen.

### Wappen
Das Wappen wurde am 27. Februar 1996 durch das Regierungspräsidium Dessau genehmigt und im Landeshauptarchiv Magdeburg unter der Wappenrollennummer 16/1996 registriert.
Blasonierung: „In Grün ein silbernes Hochkreuz mit einem eingebogenen gesparrten Fuß, begleitet rechts von einer sechsblättrigen silbernen Kornblume, links von einer gestürzten silbernen Pflugschar.“
Die Farben des Ortes sind Weiß (Silber) - Grün.
Das Kreuz, welches das Wappen teilt, soll die alte jetzt noch bestehende Kirche, die den Ursprung des Ortes bildet, widerspiegeln. Die Kornblume soll auf die noch weitgehend intakte Natur zugleich die Pflugschar auf den landwirtschaftlichen Charakter der Gegend und des Ortes hinweisen.

### Flagge
Die Flagge wurde am 1. Juli 1996 durch das Regierungspräsidium Dessau genehmigt.
Die Flagge ist grün-weiß-grün (1:2:1) gestreift belegt mit dem Wappen.

## Gedenkstätten
- Grabstätte auf dem Ortsfriedhof für einen sowjetischen Jugendlichen, der während des Zweiten Weltkrieges nach Deutschland verschleppt und ein Opfer von Zwangsarbeit wurde

## Kultur und Sehenswürdigkeiten
Das erhaltene Trinumer Gutshaus war bis Ende 2004 Sitz der Verwaltungsgemeinschaft Ziethetal. Die Dorfkirche mit neu erbautem Turm von 1787 wurde 1867 erneuert und steht unter Denkmalschutz.

## Wirtschaft und Infrastruktur

### Verkehr
- Direkt durch die Gemarkung Kleinpaschlebens führt die Landesstraße 73 Nienburg (Saale) nach Köthen (Anhalt).
- Die Bundesstraße 6n führt an Trinum vorbei. Es existiert eine Auffahrt bei Trinum.

## Persönlichkeiten
- Enno Sander (1822–1912), Protagonist der Revolution von 1848 und Pharmazeut in den USA